# Тоболенко Михайло Миколайович

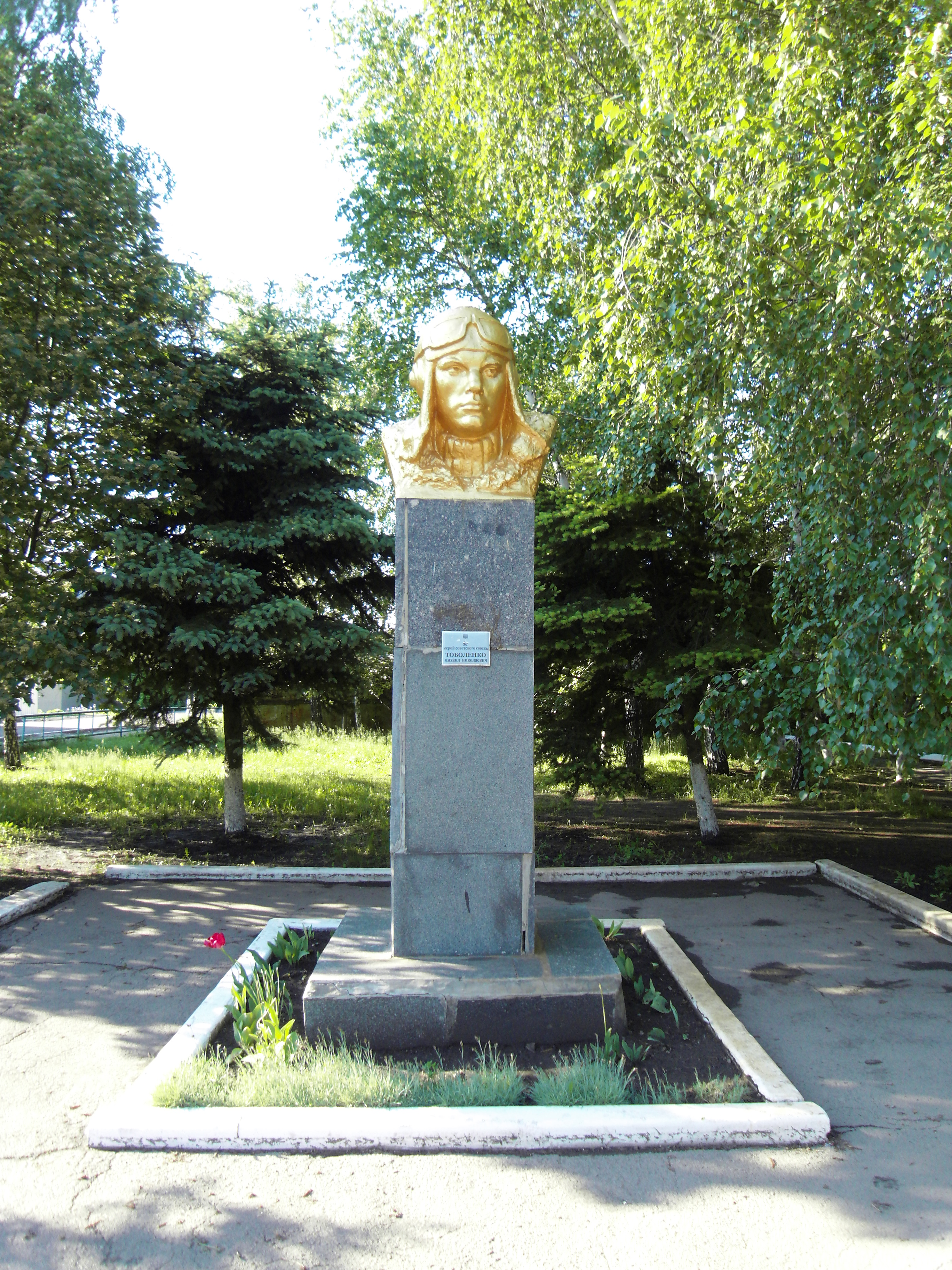
Пам'ятник М. М. Тоболенку в м. Торецьку

Тоболенко Михайло Миколайович (5 липня 1922 — 7 квітня 1945) — учасник Німецько-радянської війни, Герой Радянського Союзу.

## Біографія
Народився в селі Азарівка нині Починківського району Смоленської області в селянській родині. З 1923 року жив у місті Торецьк Донецької області. Закінчив неповну середню школу і Дзержинський аероклуб.
У Червоній Армії з 1940 року. Служив зв'язківцем 45-й авіабази Західного військового округу. У грудні 1940 року направлений в Тамбовську військову авіаційну школу, яку закінчив у 1941 році. Брав участь у боях Німецько-радянської війни з вересня 1941 року. У зв'язку з евакуацією Тамбовської авіашколи спрямований на Волховський фронт у 46-ту стрілецьку дивізію. У січні 1942 року поранений. Після лікування в госпіталі зарахований курсантом у винищувальну ескадрилью 1-го запасного авіаційного полку Військово-повітряних сил Військово-морського Флоту.
У листопаді 1942 року закінчивши навчання, отримав призначення в 13-й винищувальний авіаційний полк Червонопрапорного Балтійського флоту. У березні 1943 року призначений в 43-у ескадрилью 15-го окремого розвідувального авіаційного полку в складі того ж флоту. На виконання бойових завдань почав літати з травня 1943 року.
7 квітня 1945 Михайло Тоболенко вилетів на розвідку кораблів ворога в район Лібави (нині Лієпая). Прикриваючи веденого, який здійснював аерофотозйомку Військово-морських баз противника, був раптово атакований чотирма винищувачами противника. Літак Михайла Тоболенко збитий, а сам льотчик загинув. Похований у місті Паланга (Литва).

## Нагороди
- Указом Президії Верховної Ради СРСР від 22 липня 1944 року за зразкове виконання бойових завдань командування на фронті боротьби з німецько-фашистськими загарбниками і проявлені при цьому мужність і героїзм, лейтенанту Михайлу Миколайовичу Тоболенко присвоєно звання Героя Радянського Союзу (медаль № 4013).
- орден Леніна
- три ордени Червоного Прапора
- орден Червоної Зірки
- медалі

## Вшанування пам'яті
- Ім'ям М. М. Тоболенка названа вулиця на батьківщині — у місті Торецьк та місті Паланга.
- За радянської влади ім'я М. М. Тоболенка носила піонерська дружина середньої школи № 1 міста Дзержинська, нині сама школа носить ім'я Героя.
- У селищі Чкаловське Калінінградській області на площі Героїв М. М. Тоболенко встановлено бюст.